# 高安流
高安流（たかやす-りゅう）は能の流儀の一。ワキ方と大鼓方がある。

## ワキ方
ワキ方高安流は金剛流の座付として活動した流儀。
河内国高安の人高安長助を家祖とし、子の与八郎が金剛座の脇の仕手であった金剛康季（後に十世宗家となる）の養子に入って家芸を興した。その後、初世高安重政（高安寿閑）が金春流のワキ方春藤友尊の女婿となって修行し、流儀を確立した。一説には春藤友尊を芸祖ともし、寿閑によって下掛りの芸風が完成され、本格的なワキ方の家として活動を行うようになったらしい。また寿閑の弟は大鼓方高安流を嗣いだ。
以来、金剛流の座付として代々ワキを勤めた。歴代のなかでは、二世高安重良（不休）、「首長」というあだ名があった三世高安重賢などが有名。維新後、十二世彦太郎が後嗣を欠いたまま没し（1870年）、宗家が絶えたが、金剛右京らの斡旋により尾張藩のワキ方の西村大蔵の高弟であった杉山弘敬が養子縁組をし16歳の子滋郎（十三世）が1929年に再興とした。その後弟の欽也が「宗家預かり」となり、十三世家元からは「高安」の姓を芸名として襲名。
現宗家は不在で、シテ方金剛流の宗家預かりとなっている。前宗家は十四世高安勝久（十三世の子）。能楽協会に登録された役者は、2006年現在13名。宗家一門が名古屋を地盤として活動するほか、十二世の弟子で維新後名古屋から上京した大友信安の芸系が東京に、野村金剛家のワキ方であった岡次郎右衛門家の芸系が京都に伝わる。流勢は必ずしも盛んではない。詞章・謡は金剛流とほとんど変わらず、古風を存した芸風である。

### 宗家代々
- 初世 春藤友高
- 二世 高安与八郎
- 三世（実質初世） 高安寿閑
  - 二世の子で春藤流二世春藤友尊（春藤六右衛門）の娘婿。
- 四世 高安重良
- 五世 高安重賢

- 十二世 高安彦太郎
- 高安彦十郎
  - 十二世の子。
- 十三世 高安滋郎
  - 西村大蔵の養子縁組した、弘敬の長男。
- 宗家預 西村欽也
  - 十三世の弟。
- 十四世 高安勝久[2]
  - 十三世の子。

## 大鼓方
大鼓方高安流は金剛流の座付きとして活躍した流儀。
初世高安道善が観世信光の子観世元供に師事して一流を興した。『四座役者目録』によれば道善は大柄な美男子で「高安エビス」のあだ名のある名人であったという。江戸時代は金剛流の座付きとなり、十世忠栄は紫の調緒を許された名人であった。
また維新後にも十四世英勝（喜叟）、弟子の清水然知（石井一斎・津村又喜とともに大鼓方の三名人と呼ばれた）など優れた役者が輩出し、流勢はきわめて盛んであった。喜叟の後、十五世英粲、十六世道喜と相続し、然知の子清水正徳らが流儀を支えたが、道喜の子は家芸を継がず、宗家が絶えた。後に正徳の弟子で名人と言われた安福春雄が宗家預かりとなる。
芸風は気迫を重んじ、コミを深く取るところに特色があり、安福春雄の後も、子の建雄、柿原崇志、国川純など手利きが多い。能楽協会には10名余が登録される。

### 宗家代々
- 十四世 高安英勝
- 十五世 高安英粲
- 十六世 高安道喜
  - 十五世の甥。